# Antioch IX Kyzikenos
Antioch IX Kyzikenos lub Filopator (ur.?, zm. 95 p.n.e.) – król Syrii z dynastii Seleukidów. Syn Antiocha VII Sidetesa i Kleopatry Thea, przyrodni brat Antiocha VIII Gryposa. Przydomek Antiocha IX wziął się od miasta Kyzikos, gdzie się wychowywał.
Ok. 114 p.n.e. pojawia się na arenie politycznej jako pretendent do tronu, w czym popiera go żona Kleopatra IV. Po śmierci matki wyniknęła między Antiochem IX a jego bratem Antiochem VIII Gryposem wojna domowa. W toku walk Kyzikenos kilkukrotnie utrwalał i tracił władzę nad pasem nadbrzeżnym i Celesyrią.
Antioch IX Kyzikenos zginął po przegranej bitwie z Seleukosem VI Epifanesem, synem Antiocha VIII Gryposa. Zależnie od źródeł miał został otruty lub zabity poprzez egzekucję.